# Gastón Gaudio
Gastón Norberto Gaudio (phát âm tiếng Tây Ban Nha: [ɡasˈton ˈɡauðjo]; sinh ngày 9 tháng 12 năm 1978) là cựu vận động viên quần vợt chuyên nghiệp người Argentina. Gaudio giành được 8 danh hiệu đơn trong sự nghiệp và có vị trí cao nhất trên bảng xếp hạng ATP là số 5 thế giới váo tháng 4 năm 2005. Gaudio giành danh hiệu lớn nhất trong sự nghiệp của mình là chức vô địch Roland Garros năm 2004 sau khi đánh bại tay vợt người đồng hương Guillermo Coria trong 5 set tại trận chung kết.

## Chung kết Grand Slam

### Đơn: 1 (1 danh hiệu)
| Kết quả | Năm  | Giải đấu    | Mặt sân | Đối thủ         | Tỷ số                   |
| ------- | ---- | ----------- | ------- | --------------- | ----------------------- |
| Vô địch | 2004 | French Open | Đất nện | Guillermo Coria | 0–6, 3–6, 6–4, 6–1, 8–6 |

## Chung kết ATP

### Đơn: 16 (8 danh hiệu, 8 á quân)
| Giải đấu                            |
| ----------------------------------- |
| Grand Slam (1–0)                    |
| Tennis Masters Cup (0–0)            |
| ATP Masters Series (0–0)            |
| ATP International Series Gold (2–5) |
| ATP International Series (5–3)      |

| Mặt sân       |
| ------------- |
| Cứng (0–0)    |
| Đất nện (8–8) |
| Cỏ (0–0)      |
| Thảm (0–0)    |

| Kết quả | Thắng-Thua | Ngày             | Giải đấu                 | Mặt sân | Đối thủ            | Tỷ số                   |
| ------- | ---------- | ---------------- | ------------------------ | ------- | ------------------ | ----------------------- |
| Á quân  | 0-1        | Tháng 7 năm 2000 | Stuttgart, Đức           | Đất nện | Franco Squillari   | 6–2, 3–6, 4–6, 6–4, 6–2 |
| Á quân  | 0-2        | Tháng 2 năm 2001 | Viña del Mar, Chile      | Đất nện | Guillermo Coria    | 4–6, 6–2, 7–5           |
| Vô địch | 1-2        | Tháng 4 năm 2002 | Barcelona, Tây Ban Nha   | Đất nện | Albert Costa       | 6–4, 6–0, 6–2           |
| Vô địch | 2-2        | Tháng 4 năm 2002 | Majorca, Tây Ban Nha     | Đất nện | Jarkko Nieminen    | 6–2, 6–3                |
| Á quân  | 2-3        | Tháng 7 năm 2002 | Gstaad, Thụy Sĩ          | Đất nện | Àlex Corretja      | 6–3, 7–6(7–3), 7–6(7–3) |
| Á quân  | 2-4        | Tháng 4 năm 2004 | Barcelona, Tây Ban Nha   | Đất nện | Tommy Robredo      | 6–3, 4–6, 6–2, 3–6, 6–3 |
| Vô địch | 3-4        | Tháng 5 năm 2004 | French Open, Paris, Pháp | Đất nện | Guillermo Coria    | 0–6, 3–6, 6–4, 6–1, 8–6 |
| Á quân  | 3-5        | Tháng 7 năm 2004 | Båstad, Thụy Điển        | Đất nện | Mariano Zabaleta   | 6–1, 4–6, 7–6(7–4)      |
| Á quân  | 3-6        | Tháng 7 năm 2004 | Stuttgart, Đức           | Đất nện | Guillermo Cañas    | 5–7, 6–2, 6–0, 1–6, 6–3 |
| Á quân  | 3-7        | Tháng 7 năm 2004 | Kitzbühel, Áo            | Đất nện | Nicolás Massú      | 7–6(7–3), 6–4           |
| Vô địch | 4-7        | Tháng 1 năm 2005 | Viña del Mar, Chile      | Đất nện | Fernando González  | 6–3, 6–4                |
| Vô địch | 5-7        | Tháng 2 năm 2005 | Buenos Aires, Argentina  | Đất nện | Mariano Puerta     | 6–4, 6–4                |
| Vô địch | 6-7        | Tháng 4 năm 2005 | Estoril, Bồ Đào Nha      | Đất nện | Tommy Robredo      | 6–1, 2–6, 6–1           |
| Vô địch | 7-7        | Tháng 7 năm 2005 | Gstaad, Thụy Sĩ          | Đất nện | Stanislas Wawrinka | 6–4, 6–4                |
| Á quân  | 7-8        | Tháng 7 năm 2005 | Stuttgart, Đức           | Đất nện | Rafael Nadal       | 6–3, 6–3, 6–4           |
| Vô địch | 8-8        | Tháng 7 năm 2005 | Kitzbühel, Áo            | Đất nện | Fernando Verdasco  | 2–6, 6–2, 6–4, 6–4      |

### Đôi: 3 (3 danh hiệu)
| Legend                              |
| ----------------------------------- |
| Grand Slam (0–0)                    |
| Tennis Masters Cup (0–0)            |
| ATP Masters Series (0–0)            |
| ATP International Series Gold (1–0) |
| ATP International Series (2–0)      |

| Mặt sân       |
| ------------- |
| Cứng (0–0)    |
| Đất nện (3–0) |
| Cỏ (0–0)      |
| Thảm (0–0)    |

| Kết quả | Thắng-Thua | Ngày             | Giải đấu            | Mặt sân | Đồng đội           | Đối thủ                           | Tỷ số                  |
| ------- | ---------- | ---------------- | ------------------- | ------- | ------------------ | --------------------------------- | ---------------------- |
| Vô địch | 1.         | Tháng 2 năm 2004 | Viña del Mar, Chile | Đất nện | Juan Ignacio Chela | Nicolás Lapentti Martín Rodríguez | 7–6(7–2), 7–6(7–3)     |
| Vô địch | 2.         | Tháng 4 năm 2004 | Estoril, Bồ Đào Nha | Đất nện | Juan Ignacio Chela | František Čermák Leoš Friedl      | 6–2, 6–1               |
| Vô địch | 3.         | Tháng 7 năm 2006 | Stuttgart, Đức      | Đất nện | Max Mirnyi         | Yves Allegro Robert Lindstedt     | 7–5, 6–7(4–7), [12–10] |

## Các trận chung kết ATP

### Đơn: 16 (8 chức vô địch, 8 lần á quân)
Vô địch (8)
| Chú giải                            |
| ----------------------------------- |
| Grand Slam (1–0)                    |
| Tennis Masters Cup (0–0)            |
| ATP Masters Series (0–0)            |
| ATP International Series Gold (2–5) |
| ATP International Series (5–3)      |

| STT | Ngày                | Giải                    | Mặt sân | Đối thủ            | Tỉ số                   |
| --- | ------------------- | ----------------------- | ------- | ------------------ | ----------------------- |
| 1.  | 22 tháng 4 năm 2002 | Barcelona, Tây Ban Nha  | Đất nện | Albert Costa       | 6–4, 6–0, 6–2           |
| 2.  | 29 tháng 4 năm 2002 | Majorca, Tây Ban Nha    | Đất nện | Jarkko Nieminen    | 6–2, 6–3                |
| 3.  | 24 tháng 5 năm 2004 | Pháp Mở rộng, Paris     | Đất nện | Guillermo Coria    | 0–6, 3–6, 6–4, 6–1, 8–6 |
| 4.  | 31 tháng 1 năm 2005 | Viña del Mar, Chile     | Đất nện | Fernando González  | 6–3, 6–4                |
| 5.  | 7 tháng 2 năm 2005  | Buenos Aires, Argentina | Đất nện | Mariano Puerta     | 6–4, 6–4                |
| 6.  | 25 thãng 4 năm 2005 | Estoril, Bồ Đào Nha     | Đất nện | Tommy Robredo      | 6–1, 2–6, 6–1           |
| 7.  | 4 tháng 7 năm 2005  | Gstaad, Thụy Sĩ         | Đất nện | Stanislas Wawrinka | 6–4, 6–4                |
| 8.  | 25 tháng 7 năm 2005 | Kitzbühel, Áo           | Đất nện | Fernando Verdasco  | 2–6, 6–2, 6–4, 6–4      |

Á quân (8)
| STT | Ngày                | Giải                   | Mặt sân | Đối thủ          | Tỉ số                   |
| --- | ------------------- | ---------------------- | ------- | ---------------- | ----------------------- |
| 1.  | 17 tháng 7 năm 2000 | Stuttgart, Đức         | Đất nện | Franco Squillari | 6–2, 3–6, 4–6, 6–4, 6–2 |
| 2.  | 12 tháng 2 năm 2001 | Viña del Mar, Chile    | Đất nện | Guillermo Coria  | 4–6, 6–2, 7–5           |
| 3.  | 8 tháng 7 năm 2002  | Gstaad, Thụy Sĩ        | Đất nện | Àlex Corretja    | 6–3, 7–6(7–3), 7–6(7–3) |
| 4.  | 26 tháng 4 năm 2004 | Barcelona, Tây Ban Nha | Đất nện | Tommy Robredo    | 6–3, 4–6, 6–2, 3–6, 6–3 |
| 5.  | 5 tháng 7 năm 2004  | Båstad, Thụy Điển      | Đất nện | Mariano Zabaleta | 6–1, 4–6, 7–6(7–4)      |
| 6.  | 12 tháng 7 năm 2004 | Stuttgart, Đức         | Đất nện | Guillermo Cañas  | 5–7, 6–2, 6–0, 1–6, 6–3 |
| 7.  | 19 tháng 7 năm 2004 | Kitzbühel, Áo          | Đất nện | Nicolás Massú    | 7–6(7–3), 6–4           |
| 8.  | 18 tháng 7 năm 2005 | Stuttgart, Đức         | Đất nện | Rafael Nadal     | 6–3, 6–3, 6–4           |

### Đôi: 3 (3 danh hiệu)
Vô địch (3)
| STT | Ngày                | Giải                | Mặt sân | Người đánh cặp     | Đối thủ                           | Tỉ số                  |
| --- | ------------------- | ------------------- | ------- | ------------------ | --------------------------------- | ---------------------- |
| 1.  | 16 tháng 2 năm 2004 | Viña del Mar, Chile | Đất nện | Juan Ignacio Chela | Nicolás Lapentti Martín Rodríguez | 7–6(7–2), 7–6(7–3)     |
| 2.  | 19 tháng 4 năm 2004 | Estoril, Bồ Đào Nha | Đất nện | Juan Ignacio Chela | František Čermák Leoš Friedl      | 6–2, 6–1               |
| 3.  | 24 tháng 7 năm 2006 | Stuttgart, Đức      | Đất nện | Max Mirnyi         | Yves Allegro Robert Lindstedt     | 7–5, 6–7(4–7), [12–10] |